# Bobby Moynihan
Bobby Moynihan (31 de janeiro de 1977) é um ator e comediante norte-americano, mais conhecido por fazer parte do elenco do Saturday Night Live.